# Dhading

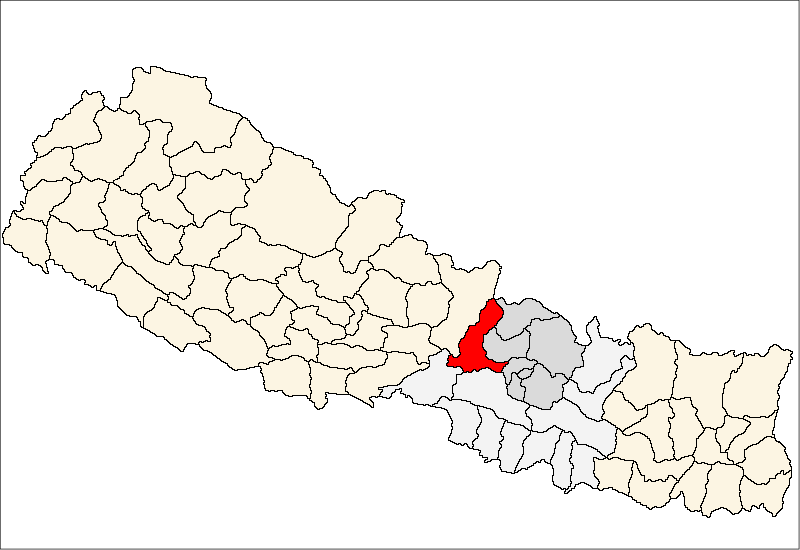
Dystrykt Dhading

Dystrykt Dhading (nep. धादिङ) – jeden z siedemdziesięciu pięciu dystryktów Nepalu. Leży w strefie Bagmati. Dystrykt ten zajmuje powierzchnię 1926 km², w 2001 r. zamieszkiwało go 338 658 ludzi. Stolicą jest Dhading Besi.